# FROGMAN
FROGMAN（フロッグマン、蛙男、1971年4月9日 - ）は、日本の男性企業家、CGクリエイター、映像作家、映画監督、声優である。本名は小野 亮（おの りょう）。東京都板橋区出身で、長く島根県に在住した。株式会社ディー・エル・イー執行役員CCO、同社元取締役CCO FLASH本部長、蛙男商会（かえるおとこしょうかい）代表。
名前は幼少期に愛聴していた「スネークマンショー」に由来し、全身が黄色い蛙をイメージキャラクターとしている。

## 略歴
東京都で7人兄弟の末子として生まれる。東京都立清瀬高等学校卒業後に映画監督を志し、読売映画社の撮影部へ契約入社する。のちに制作部でフリーランスとして活動を始めて『北の国から98時代』などのテレビドラマや、錦織良成監督作品『守ってあげたい!』などの映画撮影に参加する。映画『白い船』の撮影先である島根県平田市（現出雲市平田地区）で知り合った松江出身の女性と結婚したことを機に映像業界を離れて島根へ移住して家賃3万円の平屋に居住した。
「地方発の映像配信」をコンセプトにウェブサイトを立ち上げて創作活動を行うも注目されなかったが、青池良輔の『CATMAN』に触発されて2002年頃にツールをAdobe Flashに移行し、「練習がてら」に製作した『菅井君と家族石』が大きな注目を浴びる。以降は積極的に活動を続けて「蛙男商会」の設立に至る。錦織良成が塾長を務める「しまね映画塾」で2003年に「小野リョウ」名義で映像制作講座講師として、2004年にスタッフとして参加している。
『秘密結社鷹の爪』が人気を集めて多忙となり、現在は再び東京に居を移し、暇が出来れば島根に出向く生活を送る。

## 出演作品
自作のアニメーションでは声色を巧みに使い分けて大多数のキャラクターを演じている。基本的に「蛙男商会」制作作品における登場キャラクターの声ほとんどすべてを（女性キャラクターも含めて）担当しているが、この節ではその作品と代表的な登場キャラクターを列挙する。

### 自身の作品
- 秘密結社鷹の爪
  - 総統（本名：小泉鈍一郎）
  - 吉田くん（本名：吉田"ジャスティス"カツヲ）
  - レオナルド博士
  - 菩薩峠
  - フィリップ（本名：岡本和夫）
  - デラックスファイター
  - 大家さん
  - 森田コウイチ (正式名:コウモリ型超動物バット)
  - 小学生の吉田くん（映画『鷹の爪8 〜吉田くんのX（バッテン）ファイル〜』、2016年8月27日）[2]
- 古墳GALのコフィー
  - コフィー
  - ダニエル
  - 上田
  - ニントク（チャールズ）
  - ドロシー
  - 桶狭間先生
- 菅井君と家族石
  - 菅井君
  - 兄ちゃん
  - 父ちゃん
  - 母ちゃん
  - 爺ちゃん
  - 妖怪田豚子
  - 島根県知事
  - 手抜田兄弟
- 電脳戦士 土管くん
  - 土管くん
  - 操縦する人
  - ピーター
  - ピーターのパパ
  - 熊手川校長
  - パスカル先生
  - ヒルズ
  - ビースト
- 京浜家族
  - ト津川聡
  - ト津川竹男
  - 大倉周三
  - 社長
  - 金子
  - 棟方
- 週刊シマコー / その時、シマコーが動いた!
  - 島耕作
- ルパンしゃんしぇい
  - ルパン三世
  - 次元大介
  - 石川五ェ門
  - 銭形警部
- 天才バカヴォン〜蘇るフランダースの犬〜
  - バカボンのパパ
  - 神田輝夫
  - 課長
  - 大沢局長
  - 田辺総理
  - 西河内好平の子分
  - 校長先生
- 魁!!令和の男塾
  - 江田島平八

### その他の作品
- テルマエ・ロマエ
  - ルシウス[3]
- OSS 117 私を愛したカフェオーレ（実写映画・2006年 フランス）
- friends もののけ島のナキ（2011年 日本）
  - 我助（がすけ）・吉兵衛（きちべえ）・兵馬（ひょうま）
- 劇場版 FAIRY TAIL 鳳凰の巫女（2012年、日本） - 友情出演
  - 隊長・鳳凰役
- にゅるにゅる!!KAKUSENくん
  - 総統
  - 吉田君
  - レオナルド博士
  - 顔ダニのダニー
  - バカボンのパパ
- NISSAN あ、安部礼司〜BEYOND THE AVERAGE
  - 本人役
  - 総統
  - 吉田君
- 怪獣酒場 カンパーイ！
  - ゼットン[4]
- いとしのムーコ
  - おっさんごはんN
- ペペペペン議員
  - 南極総一郎
  - 南極総介
- 3ねんDぐみガラスの仮面
  - ナレーション
- 耐え子の日常
  - コンビニ店長

## メディア出演
- 鷹の爪団の世界征服ラヂヲ（2012年8月2日 - 2018年9月27日、TOKYO FM） - メインパーソナリティ
- THE FROGMAN SHOW A.I.共存ラジオ好奇心家族（2017年10月3日 - 2018年3月、TBSラジオ） - メインパーソナリティ
- AI時代のラジオ 好奇心プラス（2018年4月6日[5] - 2019年3月29日[6]、TBSラジオ） - メインパーソナリティ
- アラビーヤ・シャベリーヤ!（2019年10月1日 - 2022年3月29日、NHK Eテレ） - ナレーション、ランプの精・ジンニーの声[7]